# Ватченко Олексій Федосійович
Олексі́й Федо́сійович Ва́тченко (нар. 12 (25) лютого 1914, Лизавето-Кам'янка — 22 листопада 1984, Київ) — український радянський партійний і державний діяч, Герой Соціалістичної Праці (8.12.1973). Член ЦК КПУ (у 1960—1984 роках). Член Політбюро ЦК КП України (у березні 1966 — листопаді 1984). Кандидат у члени ЦК КПРС (у 1961—1966 роках). Член ЦК КПРС (у 1966—1984 роках). Депутат Верховної Ради УРСР 4—5-го і 7—10-го скликань. Депутат Верховної Ради СРСР 6—11-го скликань.

## Біографія
Народився 12 (25) лютого 1914 року в селі Лизавето-Кам'янці (нині в межах Дніпра) в селянській родині. Після закінчення у 1938 році фізико-математичного факультету Дніпропетровського університету працював учителем, завідувачем навчальної частини, директором середньої школи у місті Дніпропетровську. Член ВКП(б) з 1940 року.
У 1941 році призваний до лав Червоної Армії. Брав участь у боях німецько-радянської війни. Служив командиром батареї 76-мм гармат, начальником артилерії 661-го стрілецького полку 200-ї стрілецької дивізії. Воював на Південно-Західному, Північно-Західному, 2-му Прибалтійському фронтах. У серпні 1944 року був поранений, перебував на лікуванні.
З 1945 року працював заступником завідувача, потім завідувачем відділу народної освіти виконавчого комітету Дніпропетровської міської ради депутатів трудящих. З 1948 року — другий секретар Жовтневого районного комітету КП(б)У міста Дніпропетровська.
З 1949 року — перший секретар Нікопольського районного комітету КП(б)У Дніпропетровської області.
З січня 1953 (затв.) по липень 1954 року — завідувач відділу партійних, профспілкових і комсомольських органів Дніпропетровського обласного комітету КП України.
З липня 1954 по грудень 1955 року — секретар Дніпропетровського обласного комітету КП України. З грудня 1955 по травень 1959 року — другий секретар Дніпропетровського обласного комітету КП України.
У травні 1959 — січні 1963 року — перший секретар Хмельницького обласного комітету КП України.
У січні 1963 року — інспектор ЦК КПУ.
У січні 1963 — листопаді (оф. 15 грудня) 1964 року — перший секретар Дніпропетровського сільського обласного комітету КП України.
З листопада до грудня 1964 року — інспектор ЦК КПУ.
7 грудня 1964 — 28 жовтня 1965 року — перший секретар Черкаського обласного комітету КП України.
27 жовтня 1965 — 29 червня 1976 року — перший секретар Дніпропетровського обласного комітету КП України.
Указом Президії Верховної Ради СРСР від 8 грудня 1973 року Олексію Федосійовичу Ватченку присвоєно звання Героя Соціалістичної Праці з врученням ордена Леніна і золотої медалі «Серп і Молот».
У 1960–1984 роках член ЦК КП України. З 18 березня 1966 року до 22 листопада 1984 року член Політбюро ЦК КП України.
У 1961–1966 роках кандидат у члени ЦК КПРС. З 8 квітня 1966 року член ЦК КПРС. Учасник XXIII (1966), XXIV (1971), XXV (1976), XXVI (1981) з'їздів КПРС.
З 24 червня 1976 до 22 листопада 1984 року — голова Президії Верховної Ради Української РСР.

Могила Олексія Ватченка

Жив у Києві. Помер 22 листопада 1984 року. Похований у Києві на Байковому кладовищі (центральна алея, ділянка № 6).
Його сестра Горпина Федосіївна Ватченко була директором Дніпропетровського історичного музею, лауреатом Шевченківської премії.

## Нагороди
- Герой Соціалістичної Праці (8.12.1973)
- сім орденів Леніна (26.02.1958, 24.02.1964, 22.03.1966, 23.07.1969, 8.12.1973, 22.12.1977, 24.02.1984)
- орден Жовтневої Революції (9.09.1971)
- два ордени Червоного Прапора (10.08.1944, 22.08.1944)
- орден Олександра Невського (15.11.1942)
- медаль «За бойові заслуги» (19.08.1942)
- медаль «За трудову відзнаку» (25.12.1959)
- медалі

## У літературі
Зображений у творі О. Гончара «Собор» як безпринципна та груба людина, про що також писав П. Шелест.